# Ангелус Силезиус

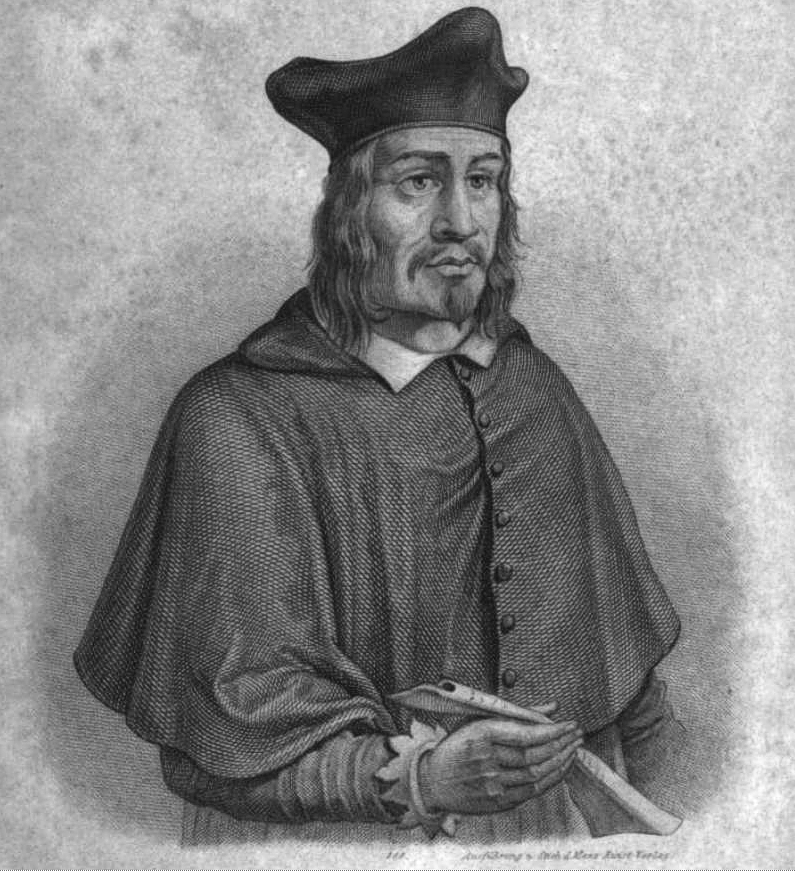
Ангелус Силезиус

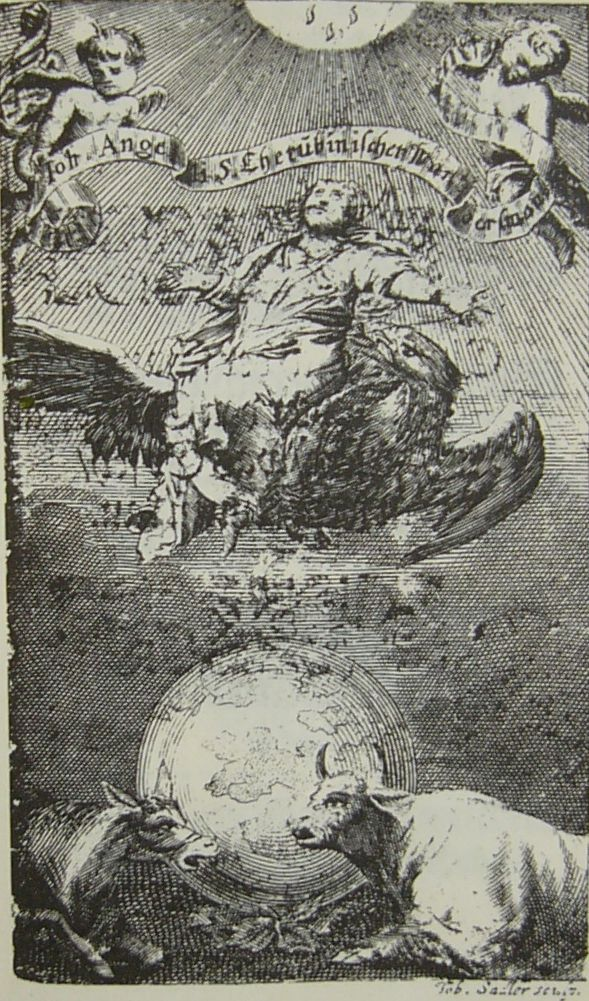
Херувимский странник, первое издание

Ангелус Силезиус («Силезский Вестник», или Ангел Силезский) (нем. Angelus Silesius, имя при рождении — Йоханнес Шеффлер, нем.  Johannes Scheffler, 25 декабря 1624, Бреслау, Земли Чешской короны, Габсбургская Силезия — 9 июля 1677, там же) — немецкий христианский мистик, теолог и поэт эпохи Барокко.

## Биография
Его отец-помещик переехал в Бреслау из Кракова. Шефлер принадлежал к лютеранскому вероисповеданию, изучал медицину.
Изучал сочинения Бёме и других немецких мистиков, испытывал влияние и был лично близок к мистикам, которые искали синтеза между пантеистической трактовкой Бога и натурфилософской картиной мира (Франкенберг, Даниэль Чепко). Его мистические искания не укладывались в рамки рационалистической лютеранской ортодоксии эпохи, и в 1653 году он перешёл в католицизм.
В 1661 вступил в орден францисканцев, принял священнический сан.

## Сочинения
В 1657 опубликовал сборник 205 гимнов Heilige Seelenlust, oder geistliche Hirtenlieder der in ihren Jesum verliebten Psyche («Святая душевная радость или духовные пастушеские песни влюбленной в своего Христа Психеи"), испытавших влияние сентиментальной пасторальной поэзии того времени; религиозная мистика здесь доходит до грани религиозной эротики (среди прочих произведений, вошедших в издание — и авторская обработка народной песни «Вечность»). В том же году опубликовал книгу Geistreiche Sinn-und Schluss-reime (1657), позднее вышедшую вторым изданием под титулом Cherubinischer Wandersmann («Херувимский странник») (1674) и ставшую главной в его наследии. Эта книга суммирует идеи немецкой мистики от Экхарта до Бёме, и представляет учение о сокровенном человеческом «я», содержащее в себе средоточие мира и существующее вне времени и пространства.
В России сочинения Ангелуса были популярны в конце XVIII — начале XIX веков. Изданный анонимно сборник стихов «Райские цветы» был конфискован в книжных лавках Москвы в 1787 по указу императрицы Екатерины II.

## Признание

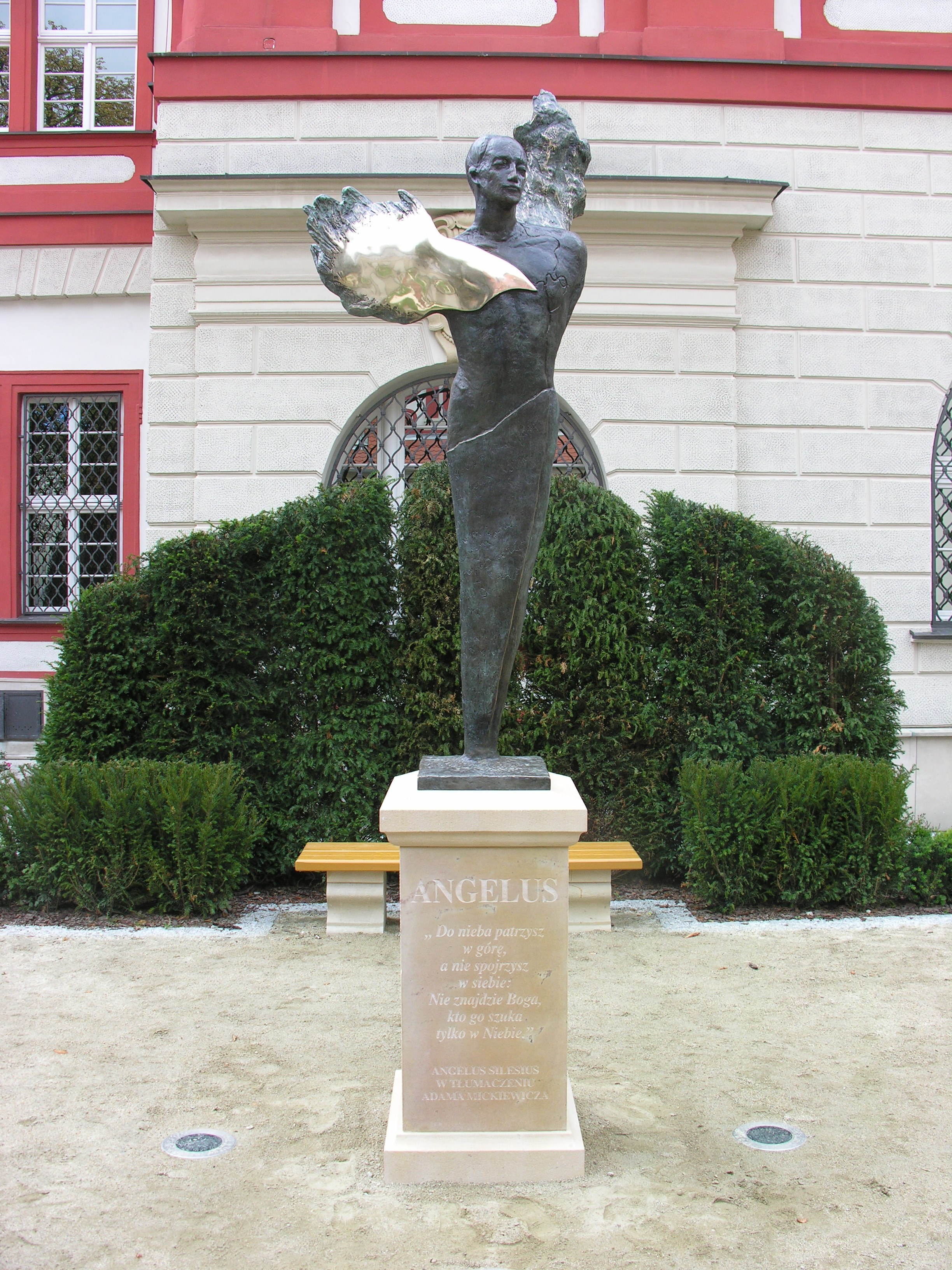
Памятник Ангелусу Силезиусу во Вроцлаве

Был заново «открыт» в эпоху романтизма.
Сочинения Ангела Силезия высоко ставили Лейбниц, Гёте, немецкие романтики, Шопенгауэр, Л. Н. Толстой, Н. И. Новиков, И. Г. Шварц, А. Ф. Лабзин, в XX в. — , Витгенштейн, Хайдеггер, Борхес, который его переводил.
Оказал сильное влияние на Рильке, Бердяева и других религиозных мыслителей.

## Интересные факты
В фильме «Мыс страха» убийца и насильник Макс Кэйди цитирует отрывок из произведений Силезиуса: «Я люблю Господа — и Господь любит меня! Я столь же велик, сколь Господь. Он столь же ничтожен, сколь и я. Ни Он не может быть выше меня, ни я не могу быть ниже Его!»

## Издания на русском языке
- Райские цветы, помещенные в седми цветниках, Москва, Университетская типография Н. И. Новикова, 1784
- Херувимский странник. Перевод Н. О. Гучинской. СПб: Наука, 1999
- Из глубины воззвах. Перевод Н. О. Гучинской. Калининград: Янтарный сказ, 2002

### Тексты
- Ангелус СИЛЕЗИУС (1624—1677) Херувимский странник (афоризмы) Перевод Д. Щедровицкого